# Scobicia barbata
Scobicia barbata is een keversoort uit de familie boorkevers (Bostrichidae). De wetenschappelijke naam van de soort is voor het eerst geldig gepubliceerd in 1860 door Wollaston.